# Р-60
Р-60 («изделие 62», по классификации НАТО — AA-8 Aphid «Тля») — советская управляемая ракета «ближнего боя» класса «воздух-воздух». Разработка начата в 1967 году в ПКПК (бывшее ОКБ-4) Минавиапрома под руководством М. Р. Бисновата.

## Конструкция
Ракета сконструирована по аэродинамической схеме «утка». В целях повышения эффективности аэродинамических рулей на больших углах атаки для спрямления набегающего потока применяются небольшие дестабилизаторы, закрепленные на наружной поверхности корпуса головки самонаведения (ГСН). На поверхности передней части третьего отсека установлены попарно кинематически связанные аэродинамические рули.
Трапециевидные крылья большой стреловидности крепятся на корпусе двигателя (пятый отсек). Их малое удлинение при достаточной для требуемой маневренности площади обеспечивает компактность размещения ракеты на носителе. Вдоль задних кромок крыльев размещаются роллероны.

### Двигатель
Твердотопливный двигатель ПРД-259 расположен в кормовом, пятом от начала отсеке ракеты и имеет переменную во времени диаграмму тяги с более мощным стартовым импульсом. Время работы двигателя — 3-5 секунд.

### Система управления
Ракета Р-60 оснащена тепловой (инфракрасной) головкой самонаведения «Комар» (ОГС-60ТИ) имеющей неохлаждаемый фотоприемник, разработанной киевским предприятием «Арсенал» (главный конструктор С. П. Алексеенко). ГСН «Комар» (ТГС-60), размещенная в первом отсеке ракеты, имеет гироинерциальный стабилизатор, обеспечивающий отработку углов целеуказания до 12° по информации, поступающей из бортовой прицельной системы самолёта-носителя (РЛС или теплопеленгатора), которая указывает азимут и положение цели по вертикали с углами до 120 градусов. Сопровождение цели в пределах ±30…35° осуществляется с угловой скоростью до 35°/с. ГСН ТГС-60 не позволяла вести атаку самолётов в передней полусфере или атаковать крылатые ракеты и вертолёты.
Замена на модификации Р-60М ГСН на ГСН «Комар-М» (ОГС-75) с охлаждаемым фотоприёмником увеличило чувствительность ГСН и позволило применять ракету Р-60М в ближнем манёвренном бою в переднюю полусферу целей. Новая ГСН имеет большие углы целеуказания. Это серьёзно усилило боевые возможности носителей, так, расчетная вероятность поражения цели одной ракетой на ближней дистанции для Р-60М оценивается в 0,9, тогда как аналогичный показатель для предшественницы Р-60 — 0,5 (залпом двух ракет — 0,7-0,8).

### Взрыватель
Р-60 различных модификаций оснащается неконтактными взрывателями — оптическим «Стриж» или радиолокационными «Колибри» («Колибри-М»), — расположенным в начале четвёртого отсека. Радиус действия взрывателя — 5 метров.

### Боевая часть
Боевая часть стержневого типа расположена во втором отсеке. Неконтактный подрыв обеспечивает нанесение ущерба цели в пределах радиуса поражения 2,5 м (по расчетам, в технической литературе, берется примерно 20 радиусов поражающих элементов); уверенное уничтожение достигается при прямом попадании. Поражение методом реза — стержнями. Готовые поражающие элементы изготавливались из вольфрамовой проволоки.

### Крепление к носителю
Р-60 применяется с пусковой установки АПУ-60-1 с одной направляющей массой 32 кг и с АПУ-60-2 с двумя направляющими, весящей 34 кг.

### Носители
Ракета Р-60 была принята на вооружение в 1973 году и может использоваться практически всеми типами истребителей, включая МиГ-21, МиГ-23М, МиГ-25ПД, МиГ-29, МиГ-29С, МиГ-31, Су-17, Су-24М, Су-25Т и Як-38. На данный момент эта ракета практически не применяется ввиду малой практической дальности полета — до 10-12 км (в передней полусфере).

## Модификации
- Р-60К — модификация Р-60 с неконтактным радиолокационным взрывателем «Колибри». Поставлялась на экспорт. Радиус срабатывания — 5 метров;
- УЗР-60 (сокр. от учебно-записывающая с регистратором, также обозначалась как УЗ-62) — учебный вариант Р-60 не имеющий крыла и двигателя.
- Р-60М («изделие 62М») — модификация Р-60, оснащённая более чувствительной охлаждаемой ГСН «Комар-М» (ОГС-75 или ТГС-75) с большими углами целеуказания для слежения за высокоподвижной целью и более мощной стержневой боевой частью (БЧ) массой 3,5 кг (на 0,5 кг тяжелее Р-60) и соответственно, удлинённым на 42 мм отсеком БЧ. Разработка начата практически параллельно с принятием на вооружение базового варианта Р-60. Поставлялась на экспорт. Радиус срабатывания оптического взрывателя — 5 метров.
  - Р-60МК («изделие 62М») — модификация Р-60М, оснащённая модернизированным радиолокационным взрывателем «Колибри-М», обладающим лучшей помехоустойчивостью. Поставлялась на экспорт.
  - Р-60МУ — учебный вариант Р-60М, в основном подобен УЗР-60.
- РЛ-2 Праћка — зенитная управляемая ракета самоходных комплексов оснащённая стартовым двигателем.
- Р-60НТ- белорусская модификация, отличается от базовой Р-60 новым автопилотом.

### Тактико-технические характеристики
| Модификация                          | Модификация                          | Р-60 | Р-60М | Р-60К | Р-60МК |
|                                      |                                      | изделие 62 | изделие 62М | | |
| ------------------------------------ | ------------------------------------ | --- | --- | --- | --- |
| Принятие на вооружение               | Принятие на вооружение               | 1973 | 1977 | | |
| Самолёты-носители                    | Самолёты-носители                    | МиГ-21бис, МиГ-23М, МиГ-27, МиГ-29, МиГ-23М (до МиГ-23МЛД), МиГ-25ПД, МиГ-31, Су-15ТМ, Су-17М3/Су-17М4, Су-24М, Су-25T, Як-38 | МиГ-21бис, МиГ-23М, МиГ-27, МиГ-29, МиГ-23М (до МиГ-23МЛД), МиГ-25ПД, МиГ-31, Су-15ТМ, Су-17М3/Су-17М4, Су-24М, Су-25T, Як-38 | МиГ-21бис, МиГ-23М, МиГ-27, МиГ-29, МиГ-23М (до МиГ-23МЛД), МиГ-25ПД, МиГ-31, Су-15ТМ, Су-17М3/Су-17М4, Су-24М, Су-25T, Як-38 | МиГ-21бис, МиГ-23М, МиГ-27, МиГ-29, МиГ-23М (до МиГ-23МЛД), МиГ-25ПД, МиГ-31, Су-15ТМ, Су-17М3/Су-17М4, Су-24М, Су-25T, Як-38 |
| Тип ПУ                               | Тип ПУ                               | АПУ-60-1, АПУ-60-2, ПД-62 (на Су-15)                                                                                          | АПУ-60-1, АПУ-60-2, ПД-62 (на Су-15)                                                                                          | АПУ-60-1, АПУ-60-2, ПД-62 (на Су-15)                                                                                          | АПУ-60-1, АПУ-60-2, ПД-62 (на Су-15)                                                                                          |
| Максимальная дальность, км           | Максимальная дальность, км           | 7 | 10 | 7 | 10 |
| Минимальная дальность, км            | Минимальная дальность, км            | 0,2-0,25 | 0,2-0,25 | 0,2-0,25 | 0,2-0,25 |
| Диапазон высот применения, км        | Диапазон высот применения, км        | 0,03-20 | 0,03-20 | 0,03-20 | 0,03-20 |
| Длина ракеты, мм                     | Длина ракеты, мм                     | 2096 | 2138 | 2096 | 2138 |
| Диаметр корпуса, мм                  | Диаметр корпуса, мм                  | 120 | 120 | 120 | 120 |
| Размах крыла, мм                     | Размах крыла, мм                     | 390 | 390 | 390 | 390 |
| Стартовая масса, кг                  | Стартовая масса, кг                  | 43,5 | 44 | 43,5 | 44 |
| Время управляемого полёта, сек.      | Время управляемого полёта, сек.      | 23-25 | 23-25 | 23-25 | 23-25 |
| Максимальная скорость, Махов         | Максимальная скорость, Махов         | 2,5 | 2,5 | 2,5 | 2,5 |
| Максимальная стартовая перегрузка, g | Максимальная стартовая перегрузка, g | 7 | 7 | 7 | 7 |
| Максимальная перегрузка, g           | Максимальная перегрузка, g           | 47 (42) | 47 (42) | 47 (42) | 47 (42) |
| Перегрузка перехватываемой цели, g   | Перегрузка перехватываемой цели, g   | до 12 | до 12 | до 12 | до 12 |
| Боевая часть                         | тип БЧ                               | Стержневая | Стержневая | Стержневая | Стержневая |
| Боевая часть                         | масса БЧ, кг                         | 3 (2,7) | 3,5 | 3 | 3,5 |
| Система наведения                    | принцип работы                       | ИК ГСН | ИК ГСН | ИК ГСН | ИК ГСН |
| Система наведения                    | модель ГСН                           | «Комар» (ОГС-60ТИ) | «Комар-М» (ОГС-75) | «Комар» (ОГС-60ТИ) | «Комар-М» (ОГС-75) |
| Система наведения                    | тип ГСН                              | неохлаждаемая | охлаждаемая | неохлаждаемая | охлаждаемая |
| Система наведения                    | угол целеуказания                    | ±12° | ±17° | ±12° | ±17° |
| Взрыватель                           | тип                                  | неконтактный оптический | неконтактный оптический | неконтактный радиолокационный                                                                                                 | неконтактный радиолокационный                                                                                                 |
| Взрыватель                           | модель                               | «Стриж» | «Стриж» | «Колибри» | «Колибри-М» |
| Взрыватель                           | радиус действия                      | до 5 м | до 5 м | до 5 м | до 5 м |
| Двигательная установка               | Двигательная установка               | РДТТ ПРД-259 | РДТТ ПРД-259 | РДТТ ПРД-259 | РДТТ ПРД-259 |

## Боевое применение
В 1978 году советский истребитель МиГ-23М с помощью ракет Р-60 сбил иранский военно-транспортный вертолёт CH-47 «Чинук», нарушивший границу.
В ирано-иракской войне иракские истребители с помощью ракет Р-60 сбили неизвестное число иранских самолётов и вертолётов. В одном из боёв иракский истребитель МиГ-21бис сбил с помощью ракеты Р-60 иранский перехватчик четвёртого поколения F-14A Tomcat. В 1991 году ракетой Р-60МК,  запущенной с иракского истребителя МиГ-29, был сбит самолёт "Торнадо" антииракской коалиции. В 1991 году ракетой Р-60МК, запущенной с иракского истребителя МиГ-29, был повреждён самолёт F111. 
С помощью Р-60 был сбит ещё как минимум один F-14A в 1984 году, тогда воздушную победу одержал иракский МиГ-23МЛ.
В 1982 году сирийский вертолёт Ми-24 сбил ракетой Р-60 над Ливией израильский истребитель-бомбардировщик F-4 Phantom.
Ракета Р-60 применялась сирийскими лётчиками в боях с израильскими самолётами над Ливаном в 1982 году. Сообщается о ряде случаев попадания ракеты точно в сопла двигателей самолётов противника (что, однако, возможно только при неисправности взрывателя, т.к. подрыв осуществляется на расстоянии от цели). По данным skywar.ru достоверно подтверждено только одно такое попадание, после которого израильский F-15D вернулся на базу и был отремонтирован. По данным ACIG ракетами Р-60 достоверно подтверждённо был сбит «Кфир», подбиты F-15D и RF-4E.
В 1988 году иракский истребитель МиГ-29 сбил ракетой Р-60 другой иракский самолёт этого же типа.
В 2002 году израильский БПЛА был сбит сирийским истребителем МиГ-23МЛ, вероятно с помощью ракеты Р-60.
В Перу в 2001 году как минимум 1 раз был сбит легкомоторный самолёт наркоторговцев.